# Желехівка

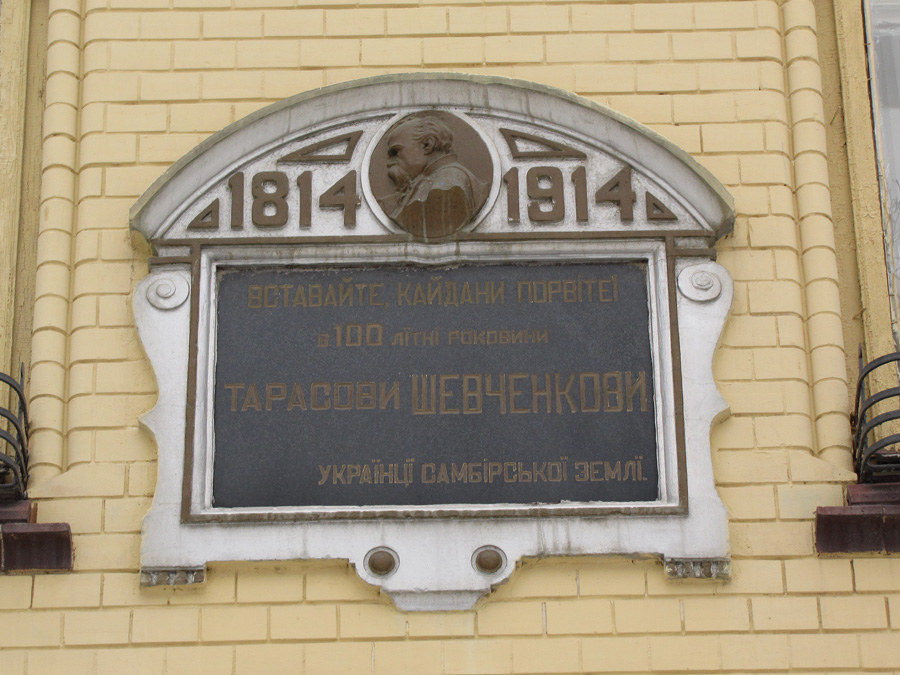
Приклад тексту желехівкою

Желехі́вка — український фонетичний правопис на Заході України з 1886 року й до 1922 року (коли-не-коли аж до 1940-х), що його Євген Желехівський створив на основі гражданського шрифту й поширеної того часу в українській мові фонетичної орфографії (з деякими змінами) для власного «Малорусько-німецкого словаря», який повністю вийшов друком того ж таки 1886 року.

## Історія

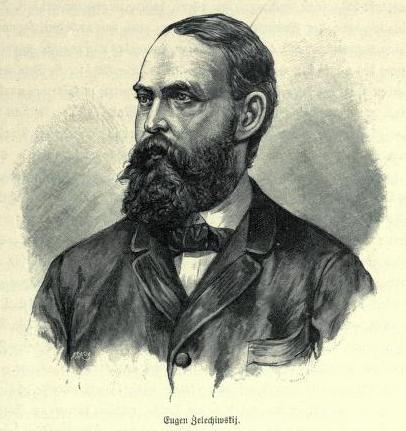
Євген Желехівський

Саме для «Малоруско-нїмецкого словаря» Є. Желехівський створив власний фонетичний правопис, що його будував на основі кулішівки, поширеної на сході України. Це була спроба об'єднати галицький говір і нову українську літературну мову, розробити загальні правила орфографії. Адже наприкінці ХІХ ст. чимало слів галичани писали, спираючись на власні діалектичні особливості.
Новиною цього правопису був послідовний ужиток ї не лише замість [ji], але й по приголосній на місці давніх ѣ та [е]. Желехівка міцно запанувала серед прихильників фонетичного правопису як на Галичині, так і на Буковині. Властиво, не була вона якоюсь новиною, бо в головних рисах її знаходимо в писаннях, наприклад, О. Огоновського.
Желехівку закріплено в «Руській граматиці» С. Смаль-Стоцького й Т. Ґартнера, що вийшла у світ 1893 року у Львові, за рік до цього систему Желехівського оголошено офіційною для української мови в Австро-Угорщині (замість максимовичівки), позаяк уперше з розпорядження австрійського міністерства освіти «Руська граматика» стала офіційною в школах і урядовім діловодстві Галичини. Видану «Руську граматику» за системою Є. Желехівського І. Фаріон уважає за остаточну крапку в перемозі народовців. Із появою «Малоруско-нїмецкого словаря», а отже, і нового правопису, «язичіє», як макаронічна літературна мова, поступово вийшла з ужитку.
Желехівку, окрім кулішівки й драгоманівки, ґрунтовніше опрацювала мовна комісія при Науковім товаристві ім. Т. Шевченка, яка 1904 року видала «Руську правопись зі словарцем». Із певними змінами желехівку вжив Б. Грінченко у виданім ним чотиритомнім «Словарі української мови», більшість правописних правил, застосованих і ним, діють і дотепер.
Діяв правопис аж до 1922, а подекуди — й до 1940-х років, поки на зміну йому не прийшла нова орфографічна система Української академії наук.

## Особливості правопису
Особливості цього правопису зумовили діалектні риси галицьких говірок:
- Літери ъ, ѣ, ы було вилучено з абетки;
- Звук [е] передано буквою е, [ɪ] — через и: верх, син;
- Звукосполуки [je]/[ʲe] передано через є: Єва, житє, єднати, зїлє, [ji]/[ʲi] — через ї: їхав, мої, [ju]/[ʲu] — через ю: Юрій, конюшина, [ja]/[ʲa] — через я: яструб, маля, [jo]/[ʲo] — через йо/ьо/ё: Йосип, йолуп, однак у передачі м′якості перед [о] лексикограф був непослідовний: стьобати — стёбати, сьомий — сёгочасний, цьонька «свиня» — цёпку «трошечки». Згодом цю непослідовність було усунуто разом із буквою ё;
- Вибухове [g] передано через ґ, а африкати [d͡ʒ] й [d͡z] через дж, дз відповідно: ґанок, зоольоґія, ґава, ґедз, ґринджоли;
- В іншомовних словах збережено м'яке л·: клюб, плян, блюза, кляса, льокальний, Клявдия;
- Апостроф ставлено на межі префікса й кореня слова, що починається голосівкою, якщо нема роздільної вимови або просто перед йотованими після негубних: з'явленє, з'єднати, з'явище, з'їзд, під'їсти, з'юшити, з'орати, роз'учитися, ин'як «інакше», проте роздільної вимови губних із йотованими на письмі не позначувано: бити — бю, бєш, пити — пю, пє, пєш, вюн, вяз, мякий, мясо. Уведення апострофа в новоукраїнську орфографію є заслугою саме Є. Желехівського;
- В іменниках середнього роду не відбувалося подовження приголосних і писано закінчення є відповідно до наддніпрянського я: зїлє, житє, знанє;
- Прикметникових суфіксів -ський, -цький не пом'якшувано: україньский, нїмецкий;
- За допомогою ь відбито м′якість [zʲ], [t͡sʲ], [sʲ] перед [v] і взагалі будь-якою твердою губною: сьміх, сьвято, сьвіт, цьвях, цьвіркати, зьвір;
- Частку -ся писано окремо від дієслова: учить ся, являєть ся, сьміяти ся, як і закінчення -му, -меш, -ме від дієйменника у формах майбутнього часу недоконаного виду: робити ме, ходити меш (або меш ходити).

Систему Желехівського основано на тих говірках, де відповідних приголосних перед [і], що походить із [о] в новозакритім складі, вимовляють твердо: столъ > стіл, долъ > діл, носъ > ніс, а перед [і], що походить із [е] в новозакритім складі й на місці ѣ, — м′яко: неслъ > нїс, осень > осїнь, дѣдъ > дїд тощо.
У зв'язку з розрізненням у значній частині українських діалектів твердих і м'яких зубних перед звуком [і] доповнено систему йотованих в українській мові:
- Літеру ї писано ще й для звука [і], що постав із ѣ та з [е] по м'яких зубних приголосних [dʲ], [tʲ], [zʲ], [t͡sʲ], [sʲ], [lʲ], [nʲ]: дїл — дїло, але діл — долу, тїло, цїна, сїно, лїс, тїк — текти, але тік — току, нїс — нести, але ніс — носа тощо;
- По твердих зубних і замість етимологічного [о] уживано букву і: стіл, сік — соку, але сїк — сїкла, кіт, міняти тощо.

Тобто желехівка засвідчила збережене в частині українських говірок важливе розрізнення м'якої й твердої вимови приголосних перед [і], яке є не вузькодіалектною особливістю, а має спільнослов'янське етимологічне коріння: «у цій рудї руді домішки», «я волїв не купляти цих волів», «вуж лїз серед ліз», «на цьому лисї лисі плями», «твій ніж довший, нїж мій», «потік тїк через тік» тощо.

### Приклад уживання
|                                     | В тонкім флюідї миготїнь Купаєть ся земля і море, Розчинюєть житє і смерть І родить ся добро та горе. |
| — Е. Гуцайло, Червоний Кобзар, 1914 | |

## Критика
Цей правопис мав як істотні переваги перед попередніми правописами, так і певні хиби; суперечливим було, зокрема, написання літери ї замість і на місці історичних ѣ та е, що мало сенс у західних діалектах та говірках Правобережжя, де зберігалося розрізнення твердих та м'яких зубних приголосних перед і, але створювало певні незручності для частини східних говірок, де таке розрізнення зникло.
І. Франко — радше як літератор, аніж як мовознавець — не сприйняв желехівки і спочатку протестував проти неї, та все-таки згодом він сам писав нею (після драгоманівки), коли активно співпрацював із Науковим товариством ім. Т. Шевченка та його виданнями, а в «Нарисі історії українсько-руської літератури до 1890 р.» відзначив: «„Словар“ Желехівського, прийнявши фонетичний правопис, зробився основою пізнішої побіди фонетики в школі й урядах». Східноукраїнські письменники та вчені, як-от Б. Грінченко, поставилися до желехівки негативно. Проте західноукраїнська інтелігенція й широка громадськість сприйняли цей правопис досить прихильно.
Хоча в Наддніпрянській Україні популяризатором желехівки був Михайло Грушевський (у виданнях після революції 1905 року, головним чином в «Літературно-науковому віснику»), тут однак прийнялася «грінченківка» — правопис, змодифікований Борисом Грінченком і вживаний у «Словарі української мови».

## Сучасний вжиток
На желехівці засновані два сучасних письмових стандарти русинської мови:
- пряшівсько-русинського діалекту, який розробили Василь Ябур, Анна Плішкова і Кветослава Копорова.
- бачвансько-русинського діалекту, який розробляють: в Сербії Юліан Рамач, Гелена Медьєши та Михайло Фейса, а на території Угорщини — Михайло Капраль та Віра Ґіріц.